# 歐洲大酒店

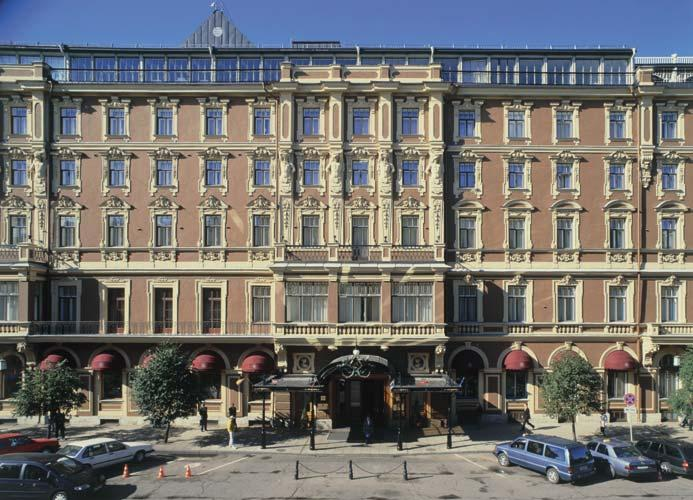

歐洲大酒店（俄语：Гранд Отель Европа）是位於俄羅斯聖彼得堡的一座酒店。歐洲大酒店和阿斯托里亞酒店並列為聖彼得堡最高級的五星級酒店。1991年之前，歐洲大酒店曾名為葉夫羅佩斯卡酒店。歐洲大酒店開業於1875年1月28日，內部裝飾極為豪華，是19世紀歐洲最高級的酒店之一。包括柴可夫斯基、德彪西等眾多名流都曾下榻歐洲大酒店。1989年至1991年期間，歐洲大酒店曾進行全面改裝。